# Phone (filme)
Phone (hangul: 폰; rr: Pon) é um filme de terror produzido na Coreia do Sul, dirigido por Ahn Byeong-ki e lançado em 2002.